# Duguetia uniflora
Duguetia uniflora este o specie de plante angiosperme din genul Duguetia, familia Annonaceae. A fost descrisă pentru prima dată de Dc., și a primit numele actual de la Carl Friedrich Philipp von Martius. Conform Catalogue of Life specia Duguetia uniflora nu are subspecii cunoscute.